# 捷羚防空システム
捷羚防空システム（中国語：捷羚防空飛彈系統）は、中華民国陸軍で運用されている台湾の短距離地対空防空システムである。 

## 説明
捷羚システムは、トラックやハンヴィーなどの装輪車両に搭載された4基のTC-1（天剣1型）ミサイル発射装置を使用している。このシステムは、独立型の拠点防衛システムとしても、統合された地域防空システムの一部としても使用できる。 
本システムは、ミサイルそのものだけでなく、照準、誘導、通信などの要素を含む。1995年にTC-Iミサイル開発計画の副産物として開発された。正確な作動範囲は9km、18km、4マイル（約6.4km）と様々に報告されている。必要な人員は2名で、1名の砲手と1名の観測手で構成される。これは、操作者の安全性と生存性を高めるため、トラックのキャビンから、または車両から最大70m離れた場所にある移動式制御機器から制御することができる。 
本システムのTC-1L迎撃ミサイルは赤外線誘導を採用しており、歴史的に台湾の短距離防空ネットワークの主力であったアメリカ製MIM-72システムに類似した設計となっている。これは低空飛行のヘリコプター、戦闘機、攻撃機、爆撃機の迎撃用に使用できる。また、移動目標を捕捉できる。 

### CS/MPQ-78レーダー
本システムのCS/MPQ-78レーダーは、1990年代初頭に開発されたもので、完全なルックダウン・シュートダウンが可能な3次元パルスドップラーレーダーである。最大探知距離は46.3km、最大高度は30,480mである。